# Adolendana ephedrina
Adolendana ephedrina är en insektsart som beskrevs av Alexander Fyodorovich Emeljanov 1984. Adolendana ephedrina ingår i släktet Adolendana och familjen kilstritar. Inga underarter finns listade i Catalogue of Life.